# Bucaspor Kulübü
Il Bucaspor Kulübü è stata una società polisportiva turca della città di Smirne, con sede nel distretto di Buca. Fondata nel 1928, era una delle più antiche e rinomate società sportive della Turchia.
A causa di problemi economici determinati anche dalla pandemia di coronavirus, la squadra è stata sciolta il 1º settembre 2020. La sua eredità è stata raccolta, nel 2021, dal Bucaspor 1928.

## Palmarès

### Competizioni nazionali
- TFF 2. Lig: 1

2008-2009
- TFF 3. Lig: 1

1989-1990

### Altri piazzamenti
- TFF 1. Lig:

Secondo posto: 2009-2010